# Tupaiodon morrisi
Il tupaiodonte (Tupaiodon morrisi) è un mammifero estinto, appartenente agli eulipotifli. Visse nell'Oligocene inferiore (circa 33 - 29 milioni di anni fa) e i suoi resti fossili sono stati ritrovati in Asia.

## Descrizione
Questo animale è noto per fossili di denti, mascelle e mandibole; sembrerebbe essere stato della taglia di un riccio attuale. Probabilmente era vagamente simile alle tupaie attuali, con le quali però non era strettamente imparentato. Sull'osso mascellare, il forame suborbitale era posto al di sopra del terzo premolare superiore. Tra il canino e i primi due primi premolari superiori non vi era una gran differenza, anche se i premolari erano a doppia radice e ditati di un tallone rudimentale. Il terzo e quarto premolare erano molto più grandi e simili a molari. La cuspide esterna era alta, voluminosa e di forma conica. I primi due molari superiori erano di forma subquadrata, e possedevano tre cuspidi alte e robuste (paracono, metacono, protocono) e un ipocono in posizione più linguale rispetto al protocono. Parastilo e metastilo erano netti. Il terzo molare era triangolare e non aveva ipocono. I molari inferiori erano dotati di un trigonide corto e ampio, e di un protoconide più alto del metaconide e del paraconide. Il talonide era costituito da due cuspidi (ipoconide ed entoconide) alte quanto quelle del trigonide. 

## Classificazione
Tupaiodon morrisi venne descritto per la prima volta nel 1924 da William Diller Matthew e Walter Granger sulla base di resti fossili ritrovati in Mongolia Interna (Cina) in terreni dell'Oligocene inferiore. Altri fossili attribuiti a questa specie sono stati ritrovati in Mongolia.
Tupaiodon è stato inizialmente attribuito ai tupaiidi sulla base di somiglianze nella dentatura, poi è stato a lungo considerato un rappresentante degli erinaceidi (Erinaceidae), la famiglia a cui appartengono i ricci e le gimnure attuali. Altri studi, tuttavia, hanno indicato che questo animale potrebbe essere stato un membro di una famiglia di eulipotifli simili a toporagni, noti come Changlelestidae, tipici dell'Eocene - Oligocene asiatico. Generalmente, tuttavia, questa famiglia non è riconosciuta dalla maggior parte della comunità scientifica, e Tupaiodon è tuttora considerato un erinaceide, sebbene posto in una sottofamiglia a sé stante (Tupaiodontinae). Tra le forme simili si ricordano Changlelestes e Zaraalestes.

## Paleobiologia
La forma dei premolari e dei molari di Tupaiodon indica che questo animale doveva nutrirsi di insetti, di cui frantumava il carapace grazie alle cuspidi appuntite.